# Jüdischer Friedhof (Úbočí)
Koordinaten: 50° 1′ 33,2″ N, 12° 33′ 41,4″ O

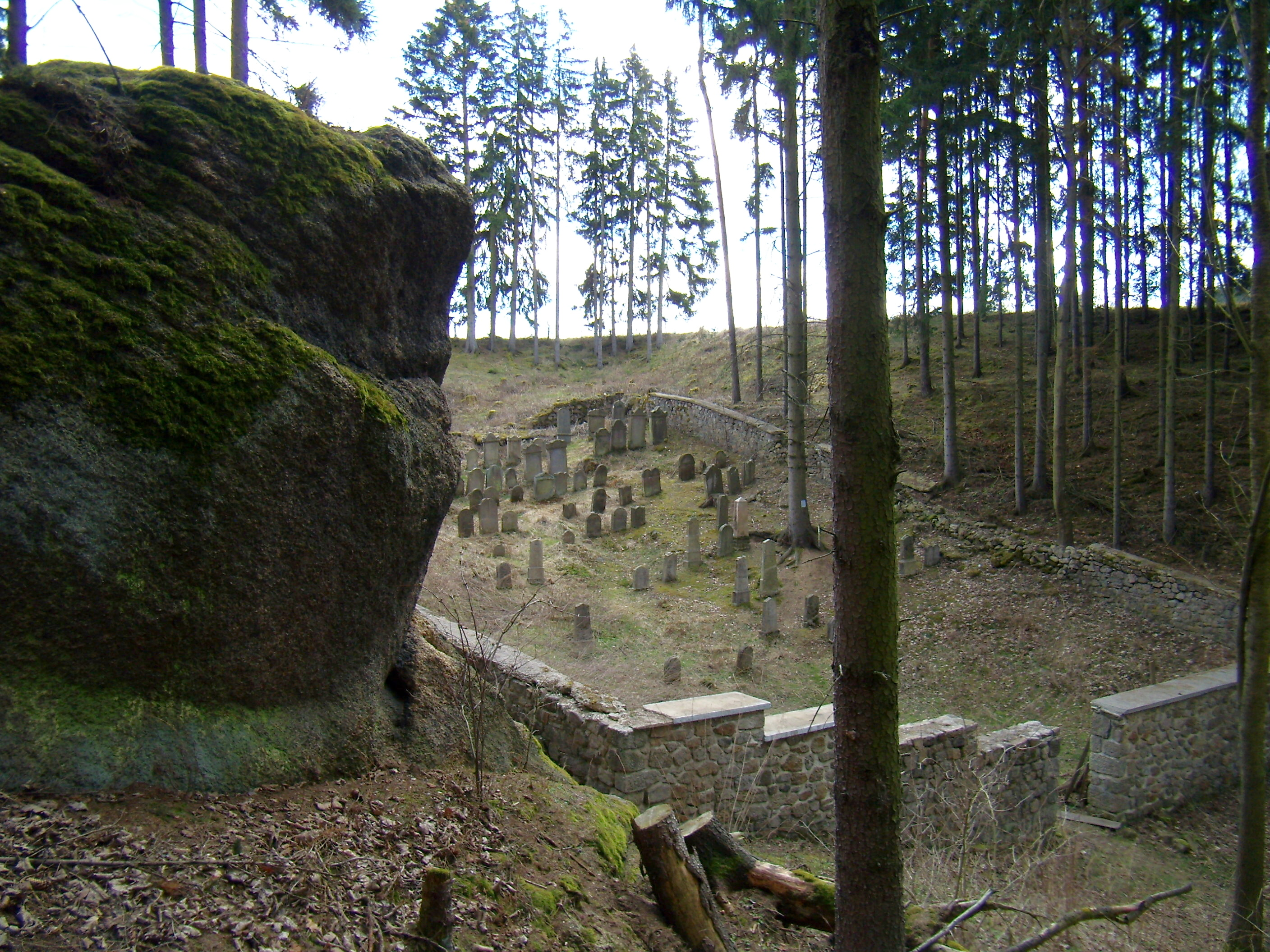
Jüdischer Friedhof in Úbočí

Der Jüdische Friedhof in Úbočí (deutsch Amonsgrün), einem Ortsteil der Gemeinde Dolní Žandov (deutsch Untersandau) im Okres Cheb, wurde im ersten Drittel des 19. Jahrhunderts angelegt. Auf dem jüdischen Friedhof befinden sich heute noch 71 Grabsteine.